# Ривера, Янкьель
Янкьель Ривера Фигероа (исп. Yankiel Rivera Figueroa или просто Янкьель Ривера (исп. Yankiel Rivera; 10 сентября 1997, Тоа-Альта, Пуэрто-Рико) — пуэрториканский боксёр-профессионал.
Бронзовый призёр Панамериканских игр (2019). Бронзовый призёр Игр Центральной Америки и Карибского бассейна (2018). Победитель (2018) и бронзовый призёр (2017) чемпионата Пуэрто-Рико.

## Любительская карьера
В марте 2014 года стал бронзовым призёром Панамериканского чемпионат среди юношей в 1-й наилегчайшей весовой категории (до 49 кг).

### Чемпионат Пуэрто-Рико 2017
Выступал в 1-й наилегчайшей весовой категории (до 49 кг). В полуфинале проиграл Оскару Колласо.

### Панамериканский чемпионат 2017
Выступал в наилегчайшей весовой категории (до 52 кг). В 1/8 финала победил американца Фернандо Мартинеса. В четвертьфинале проиграл кубинцу Йосвани Вейтии.

### Чемпионат мира 2017
Выступал в наилегчайшей весовой категории (до 52 кг). В 1/16 финала проиграл узбекистанцу Жасурбеку Латипову.

### Чемпионат Пуэрто-Рико 2018
Выступал в наилегчайшей весовой категории (до 52 кг). В полуфинале победил Ядьеля Камачо. В финале победил Абнера Фигероа.

### Игры Центральной Америки и Карибского бассейна 2018
Выступал в наилегчайшей весовой категории (до 52 кг). В четвертьфинале победил костариканца Давида Хименеса. В полуфинале проиграл доминиканцу Родриго Марте.

### Панамериканские игры 2019
Выступал в наилегчайшей весовой категории (до 52 кг). В четвертьфинале победил перуанца Роггера Риверу. В полуфинале проиграл кубинцу Йосвани Вейтии.

### Олимпийские игры 2020
Выступал в наилегчайшей весовой категории (до 52 кг). В 1/16 финала проиграл казахстанцу Сакену Бибосынову.

### Чемпионат мира 2021
Выступал в наилегчайшей весовой категории (до 51 кг). В 1/16 финала победил шотландца Маллигана Леннона. В 1/8 финала проиграл азербайджанцу Масуду Юсифзаде.

## Профессиональная карьера
Дебютировал на профессиональном ринге 24 сентября 2022 года, победив нокаутом в 1-м раунде.
В январе 2023 года подписал контракт с менеджером Питером Каном. Вскоре после этого, подписал контракт с промоутером Эдди Хирном.

## Статистика боёв
В таблице перечислены результаты всех поединков боксёров.
В каждой строке указан результат поединка. Дополнительно номер поединка обозначен цветом, который обозначает итог поединка. Расшифровка обозначений и цветов представлена в нижеследующей таблице.
| Пример | Расшифровка                     |
| ------ | ------------------------------- |
|        | Победа                          |
|        | Ничья                           |
|        | Поражение                       |
|        | Планируемый поединок            |
|        | Поединок признан несостоявшимся |
| КО     | Нокаут                          |
| ТКО    | Технический нокаут              |
| PTS    | Решение судей (по очкам)        |
| UD     | Единогласное решение судей      |
| MD     | Решение большинства судей       |
| SD     | Раздельное решение судей        |
| RTD    | Отказ от продолжения боя        |
| DQ     | Дисквалификация                 |
| NC     | Поединок признан несостоявшимся |

| Бой | Дата             | Соперник                       | Место проведения                                         | Результат | Примечание |
| --- | ---------------- | ------------------------------ | -------------------------------------------------------- | --------- | --- |
| 7   | 7 декабря 2024   | Анхель Гонсалес (14-0)         | Coliseo Roberto Clemente, Сан-Хуан, Пуэрто-Рико          | TKO4 (10) | Титулы WBC Silver (вакантный) и WBO Inter-Continental (1-я защита Риверы) в наилегчайшем весе.                                                                                |
| 6   | 15 июня 2024     | Виктор Эфрейн Сандоваль (37-4) | Coliseo Juan Aubin Cruz Abreu, Манати, Пуэрто-Рико       | UD10 (10) | Титулы WBC Continental Americas (1-я защита Риверы) и WBO Inter-Continental (вакантный) в наилегчайшем весе. Сандоваль в нокдауне в 1-м раунде. Счёт: 98-91 (дважды) и 97-92. |
| 5   | 24 февраля 2024  | Энди Домингес Веласкес (10-0)  | Caribe Royale Orlando, Орландо, Флорида, США             | UD10 (10) | Завоевал вакантный титул WBC Continental Americas в наилегчайшем весе. Счёт: 99-91 (все).                                                                                     |
| 4   | 24 июня 2023     | Кристиан Роблес (8-0)          | Мэдисон-сквер-гарден, Нью-Йорк, штат Нью-Йорк, США       | UD8 (8)   | Роблес в нокдауне в 4-м раунде. Счёт: 79-72, 78-73, 77-74. |
| 3   | 4 февраля 2023   | Фернандо Диас (11-2-1)         | Мэдисон-сквер-гарден, Нью-Йорк, штат Нью-Йорк, США       | UD8 (8)   | Счёт: 78-74 и 79-73 (дважды). |
| 2   | 19 ноября 2022   | Рамон Веласкес (7-5)           | Cancha Ruben Zayas Montanez, Трухильо-Альто, Пуэрто-Рико | TKO3 (6)  | |
| 1   | 24 сентября 2022 | Хосе Антонио Хименес (22-17-1) | Coliseo Elias Chegwin, Барранкилья, Атлантико, Колумбия  | TKO1 (6)  | |
| Бой | Дата             | Соперник                       | Место проведения                                         | Результат | Примечание |

## Титулы и достижения

### Любительские
- 2014  Бронзовый призёр Панамериканского чемпионата среди юношей в 1-м наилегчайшем весе (до 49 кг).
- 2017  Бронзовый призёр чемпионата Пуэрто-Рико в 1-м наилегчайшем весе (до 49 кг).
- 2018  Чемпион Пуэрто-Рико в наилегчайшем весе (до 52 кг).
- 2018  Бронзовый призёр Игр Центральной Америки и Карибского бассейна в наилегчайшем весе (до 52 кг).
- 2019  Бронзовый призёр Панамериканских игр в наилегчайшем весе (до 52 кг).

### Профессиональные
- Титул WBC Continental Americas в наилегчайшем весе (2024—н. в.).
- Титул WBO Inter-Continental в наилегчайшем весе (2024—н. в.).
- Титул WBC Silver в наилегчайшем весе (2024—н. в.).